# Éderson Alves Ribeiro Silva
Éderson Alves Ribeiro Silva (Pentecoste, 13 maart 1989) is een Braziliaans voetballer.

## Carrière
Éderson begon zijn carrière in 2008 bij Club Athletico Paranaense. In 2013 haalde de ploeg de finale van de Copa do Brasil. Hij tekende in 2015 bij Kashiwa Reysol in de J1 League. Éderson speelde tussen 2016 en 2018 voor CR Vasco da Gama en Club Athletico Paranaense. Hij tekende in 2018 bij Fortaleza EC in de Campeonato Brasileiro Série B. Met deze club werd hij in 201 kampioen van de Série B en promoveerde de club naar de Série A.